# Kato Nozomu
Nozomu Kato (sinh ngày 7 tháng 10 năm 1969) là một cầu thủ bóng đá người Nhật Bản.

## Sự nghiệp câu lạc bộ
Nozomu Kato đã từng chơi cho Kashiwa Reysol và Shonan Bellmare.